# Листопадовка (Воронежская область)
Листопадовка — село в Грибановском районе Воронежской области России.
Административный центр Листопадовского сельского поселения.

## География

### Улицы
- ул. Глотова,
- ул. Гражданская,
- ул. Ленинская,
- ул. Лесная,
- ул. Овражная,
- ул. Октябрьская,
- ул. Первомайская,
- ул. Пионерская,
- ул. Советская,
- пер. Горный,
- пер. Пролетарский,
- пер. Садовый.

## Население
| 1859 | 1897  | 2010  |
| ---- | ----- | ----- |
| 5767 | ↗8807 | ↘2286 |

## Религия

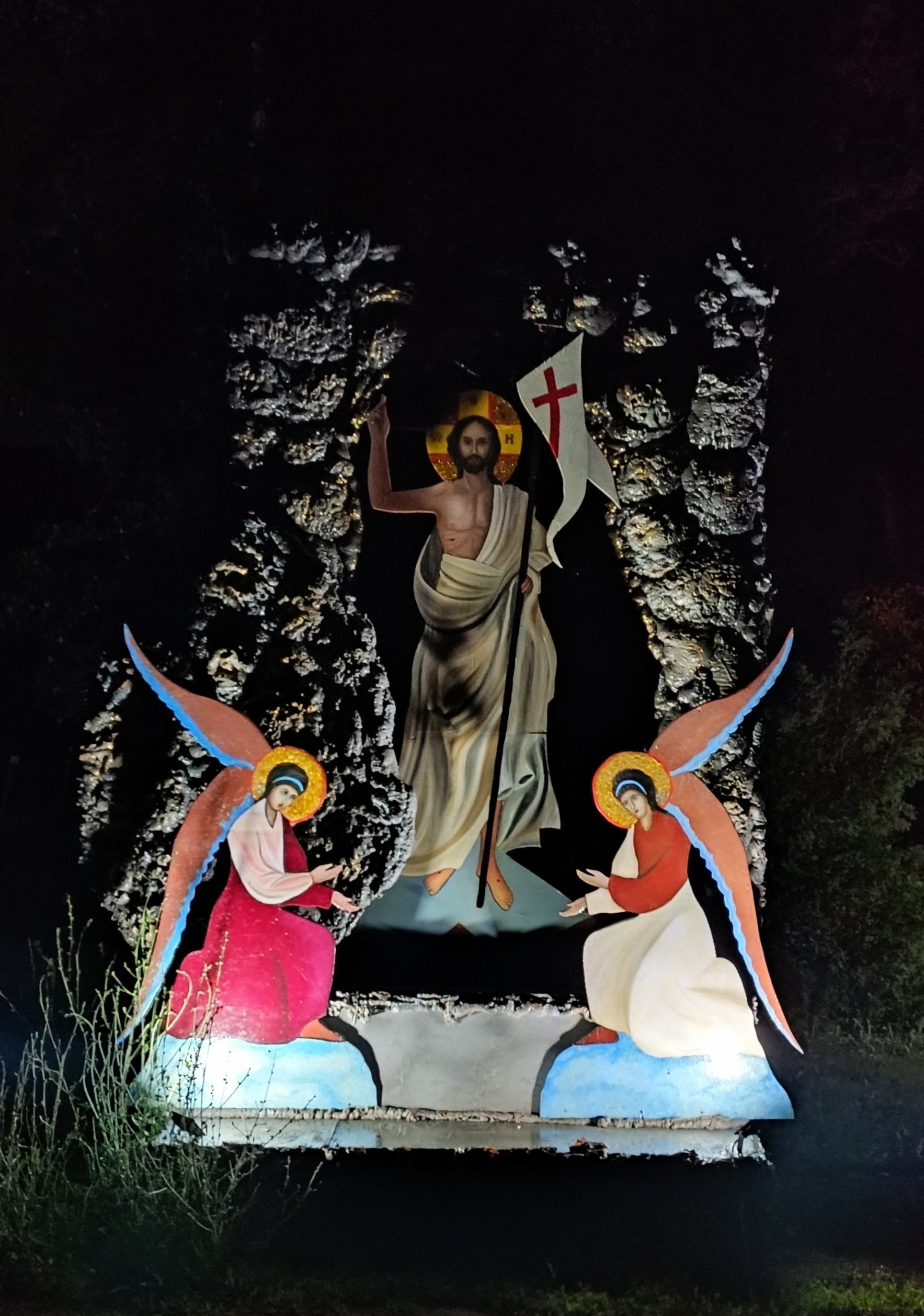
Инсталляция при Покровском храме

Православный Покровский храм, построенный в 2003 году вместо уничтоженной в советское время церкви.

## Достопримечательности
- Бюст известного педиатра Митрофана Студеникина (открыт в сентябре 2019 года)[5].

## Известные уроженцы
- Пешков, Николай Антонович (1916—1997) — полный кавалер ордена Славы[6].

- Студеникин, Митрофан Яковлевич (1923—2013) — советский и российский педиатр, академик РАМН, Почётный директор Института педиатрии РАМН.